# Salon urbain de Douala

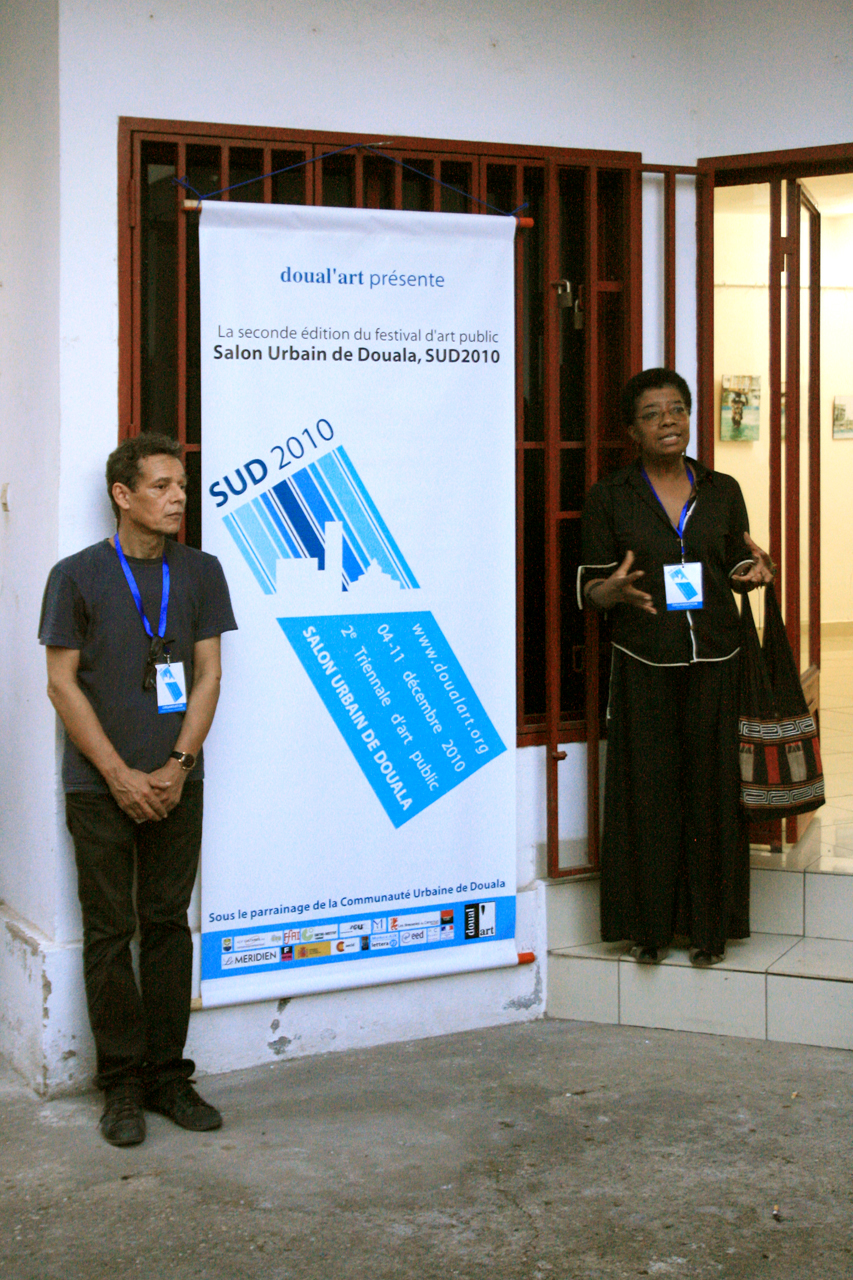
Édition 2010 du Salon urbain de Douala

Le Salon urbain de Douala (SUD) est une manifestation d'art contemporain triennale organisée à Douala, au Cameroun. La première édition a eu lieu en 2007.

## Historique
La création du Salon urbain de Douala (ou SUD) est annoncée en 2005 lors d'un Symposium International Ars&Urbis organisé à Douala par le centre doual'art. La première édition est en 2007,. Elle réunit des artistes tels que Philippe Mouillon, Lionel Manga, Douala di Lucas Grandin, Pascale Marthine Tayou, Michèle Magema, Joseph-Francis Sumégné, ou Hervé Yamguen.
La seconde édition, SUD2010, se déroule du 4 au 11 décembre 2010, et est consacrée au thème de «L'eau et la ville»,. L'installation Face à l’eau est finalisée à cette occasion sur les berges du fleuve Wouri.
La troisième édition, du 3 au 10 décembre 2013, est consacrée à «Douala se métamorphose», avec la participation, notamment, de Malala Andrialavidrazana, Philip Aguirre y Otegui, Justine Gaga, Faustin Linyekula, Boris Nzebo, Lucas Grandin, Pascale Marthine Tayou, Nelisiwe Xaba, Hervé Yamguen, etc. ,..
Le thème de la quatrième édition, le SUD2017, est « La place de l'humain » et a lieu du 5 au 10 décembre 2017. Y exposent en particulier le colombien Ivan Argote, le camerounais Hervé Yamguen à nouveau, la camerounaise Bienvenue Fotso, la franco-marocaine Chourouk Hriech, entre autres.
Cette manifestation d'art contemporain est aussi l'occasion d'inaugurer ou de restaurer des statues et oeuvres monumentales dans Douala (cf. la liste des œuvres publiques de Douala). C'est le cas par exemple de La Nouvelle Liberté, installée en 1996, bien avant cette manifestation artistique, mais restaurée pour la première édition de SUD, ou du Sud Obelisk installé en 2007, du Njé Mo Yé installé aussi en 2007, etc.